# You're in Love with a Psycho
Singles de Kasabian
stevie
(2014) Comeback Kid
(2017)
Pistes de For Crying Out Loud
Ill Ray (The King)
(1) Twentyfourseven
(3)
You're in Love with a Psycho est le premier single du cinquième album studio, For Crying Out Loud, du groupe britannique de rock alternatif Kasabian publié le 17 mars 2017. Il est certifié disque d'argent au Royaume-Uni.

## Liste des chansons
Toute la musique est composée par Sergio Pizzorno.
| No | Titre                        | Durée |
| -- | ---------------------------- | ----- |
| 1. | You're in Love with a Psycho | 3:37  |
| 2. | Are You Looking for Action?  | 8:22  |